# شهرستان نازرانوفسکی
شهرستان نازرانوفسکی (به لاتین: Nazranovsky District) یک شهرستان در روسیه است که در اینگوش واقع شده‌است.